# 下義生
下 義生（しも よしお、1959年1月28日 - ）は、日本の経営者。生え抜きとして湯浅浩以来20年ぶりの日野自動車社長就任となったが、会長時にエンジン不正品質問題が発覚し辞任。東京都出身。

## 経歴・人物
1981年に早稲田大学理工学部機械工学科を卒業し、同年に日野自動車に入社。バスの設計を経て、開発部門において1990年に発売した大型観光バス『セレガ』（初代モデル）の開発に携わった。
2011年4月に執行役員に就任し、常務、専務を経て、2017年6月に社長に就任。2016年4月にトヨタ自動車常務にも就任。2021年6月に会長に就任。エンジン不正品質問題が発覚し辞任。
辞任後はOptiflow株式会社の代表取締役としてスタートアップのアドバイザーなどを行っている。
2024年9月に、再生医療ベンチャー企業である株式会社オーガンテック代表取締役CEOに就任。同社CEOとして、2025年1月29日に歯根膜を有する次世代インプラントの特定臨床研究開始を記者発表した。